# エイドゥー
エイドゥー（Adur）は、イングランドのウェスト・サセックスにあるディストリクト。名称は域内を流れるエイドゥー川に由来する。カウンシルはショアハム＝バイ＝シーにあり、2001年国勢調査時点での域内人口は59,627人。
1974年4月1日に複数の自治体が合併して成立した。
隣接するワージングやブライトン・アンド・ホヴなどと共に1つのコナベーションを形成している。
域内にはブライトン・シティ空港がある。

## 地理
エイドゥーは東側でイースト・サセックス州に接し、南側でイギリス海峡に面している。

### 気候
全域が西岸海洋性気候（Cfb）に属し、緯度の割には温暖な気候である。冬季でも降雪はほとんどなく、最低気温が0度を下回ることも少ない。
| エイドゥーの気候       | エイドゥーの気候 | エイドゥーの気候 | エイドゥーの気候 | エイドゥーの気候 | エイドゥーの気候 | エイドゥーの気候 | エイドゥーの気候 | エイドゥーの気候 | エイドゥーの気候 | エイドゥーの気候 | エイドゥーの気候 | エイドゥーの気候 | エイドゥーの気候 |
| 月                     | 1月              | 2月              | 3月              | 4月              | 5月              | 6月              | 7月              | 8月              | 9月              | 10月             | 11月             | 12月             | 年               |
| ---------------------- | ---------------- | ---------------- | ---------------- | ---------------- | ---------------- | ---------------- | ---------------- | ---------------- | ---------------- | ---------------- | ---------------- | ---------------- | ---------------- |
| 平均最高気温 °C （°F） | 8 (46)           | 8 (46)           | 10 (50)          | 13 (55)          | 16 (61)          | 18 (64)          | 20 (68)          | 21 (70)          | 19 (66)          | 15 (59)          | 11 (52)          | 8 (46)           | 14 (57)          |
| 平均最低気温 °C （°F） | 3 (37)           | 3 (37)           | 5 (41)           | 6 (43)           | 10 (50)          | 12 (54)          | 14 (57)          | 14 (57)          | 12 (54)          | 9 (48)           | 6 (43)           | 4 (39)           | 8 (46)           |
| 降水量 mm （inch）     | 43 (1.7)         | 30 (1.2)         | 30 (1.2)         | 28 (1.1)         | 36 (1.4)         | 18 (0.7)         | 36 (1.4)         | 36 (1.4)         | 38 (1.5)         | 50 (2)           | 50 (2)           | 48 (1.9)         | 442 (17.4)       |
| 平均降水日数           | 14               | 10               | 12               | 12               | 10               | 9                | 10               | 10               | 11               | 12               | 13               | 12               | 135              |
| 出典：Weatherbase      |                  |                  |                  |                  |                  |                  |                  |                  |                  |                  |                  |                  |                  |

### 主な町・村
- ショアハム＝バイ＝シー - 庁舎所在地
- ランシング

### 隣接する自治体
- ウェスト・サセックス州
  - ワージング
  - アラン
  - ホーシャム
- イースト・サセックス州
  - ブライトン・アンド・ホヴ

## 政治
2021年時点でのカウンシルの議席数は以下の通り。
| 政党 | 政党   | 議席数 |
|      | 保守党 | 19     |
|      | 労働党 | 7      |
|      | 緑の党 | 1      |
|      | 無所属 | 2      |

## 交通
道路
- A27号線（英語版）

鉄道
- ウェスト・コーストウェイ線（英語版）

空路
- ブライトン・シティ空港

## 姉妹都市
- ジヴィエツ[2]、ポーランド
- リオン[3][4]、フランス